# Stephan Agricola
Stephan(us) Agricola (der Ältere) (eigentlich Stephan Kastenbauer bzw. Castenpaur, selten Stephan Boius genannt; * um 1491 in Abensberg; † 10./11. April 1547 in Eisleben) war ein deutscher Theologe und Reformator.

## Leben und Wirken

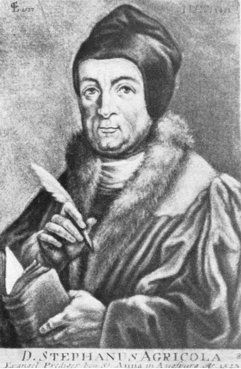
Stephan Agricola

Schon in jungen Jahren trat er in den Augustinerorden ein und nahm als Mönch in Wien ein Studium auf. Während seiner Studienzeit begab er sich an die Universitäten in Venedig und Bologna, wo er 1519 zum Doktor der Theologie promovierte. Als Prediger hatte er in Wien und Regensburg einen guten Ruf und wurde Lektor am Augustinerkloster in Regensburg.
Als Augustiner predigte in unterschiedlichen Orten die lutherische Lehre. Deshalb wurde unter dem Verdacht der Ketzerei am 17. November 1522 verhaftet und ins Gefängnis in Mühldorf am Inn geworfen. Seine eigene Verteidigung und ein Gutachten Johann von Staupitz nützten nichts, und er bereitete sich schon auf den Feuertod vor. Eine Verurteilung des protestantischen Predigers kam aber nicht zustande, weil Agricola aus Regensburg verwiesen, zuerst im tirolischen Rattenberg gefangen gehalten wurde und dann in die Salzburger Enklave Mühldorf am Inn übergeben wurde, um dort die Exekution zu erwarten. Die Vorgangsweise war für das Herzogtum Bayern illegitim, da ihrer Meinung nach das Hochgericht in Mühldorf den Bayern zukam. Zudem setzten sich maßgebliche Persönlichkeiten wiederholt für Agricola ein. Agricola wurde so 1524 freigelassen und fand bei seinem Freund Johannes Frosch in Augsburg Aufnahme. Hier durfte er im St. Anna-Kloster auch wieder predigen.
1523 verfasste er sein Reformationsprogramm „Ein Bedenken, wie der warhaftig Gottesdinst von Gott selbs geboten und außgesetzt, möcht mit Besserung gemeyner Christenheyt widerumb auffgericht werden“, in dem er beachtliche Vorschläge ohne jede Übertreibung vorlegte. Unter dem Schutz des Rates konnte er in Augsburg bleiben und unter Johannes Frosch und Urbanus Rhegius tätig sein, wobei er sich an die lutherische Richtung hielt.
Einige Anzeichen deuten darauf hin, dass er Johannes Bugenhagens Sendschreiben an Johann Heß, das gegen Ulrich Zwingli gerichtet war, ins Deutsche übersetzte und den Streit über das Abendmahl auch in Augsburg ausbrechen ließ. Als Markgraf Georg der Fromme ihn im Oktober 1528 nach Ansbach berief, lehnte er diesen Ruf ab. An dem Marburger Religionsgespräch nahm er teil und unterschrieb die Marburger Artikel auf Seiten der Lutheraner.
Nach dem Reichstag zu Augsburg im März 1531 ging er nach Nürnberg, wurde zwar zurückberufen, konnte sich aber gegen die Zwinglianer nicht mehr durchsetzen. Seit 1531 war er bei Wenzeslaus Linck in Nürnberg und wurde Nachfolger von Kaspar Löner in Hof. In einem Brief forderte er von Philipp Melanchthon Jacob Schlemmer als neuen Schulmeister an. Als Löners Nachfolger hat er die Schmalkaldischen Artikel unterschrieben. 1542 ging er nach Sulzbach, wo er ab 1543 als Pfarrer wirkte, und von dort zog er 1545 nach Eisleben, wo er bis zu seinem Lebensende blieb.

## Werke
- Am köstlicher guther Sermon vom Sterben, Mühldorf 1523;
- Artickel wider Dr. Stephan Castenpaur eingelegt, auch was er darauf geantwortet hat aus seinem Gefängnuss, o. O. 1523;
- Ein Bedencken, wie der wahrhafftig Gottesdienst von Gott selbs geboten …, o. O. um 1524.